# Studena (Ukraina)
Studena (ukr. Студена) – wieś na Ukrainie, w obwodzie winnickim, w rejonie tulczyńskim, siedziba hromady. W 2001 roku liczyła 2308 mieszkańców.